# Bradley Klahn
Bradley Klahn (ur. 20 sierpnia 1990 w Poway) – amerykański tenisista.

## Kariera tenisowa
Zawodowym tenisistą jest od 2012 roku.
Na początku sezonu 2015 Klahn przeszedł operację pleców, przez którą powrócił na światowe korty w listopadzie 2016, na zawody ATP Challenger Tour w Champaign. W sumie wygrał osiem turniejów o tej randze.
W rankingu gry pojedynczej najwyżej był na 63. miejscu (17 marca 2014), a w klasyfikacji gry podwójnej na 131. pozycji (3 marca 2014).

### Zwycięstwa w turniejach ATP Challenger Tour w grze pojedynczej
| Końcowy wynik | Nr | Data              | Turniej   | Nawierzchnia | Przeciwnik      | Wynik finału     |
| ------------- | -- | ----------------- | --------- | ------------ | --------------- | ---------------- |
| Zwycięzca     | 1. | 11 sierpnia 2013  | Aptos     | Twarda       | Daniel Evans    | 3:6, 7:6(5), 6:4 |
| Zwycięzca     | 2. | 10 listopada 2013 | Yeongwol  | Twarda       | Taro Daniel     | 7:6(5), 6:2      |
| Zwycięzca     | 3. | 26 stycznia 2014  | Maui      | Twarda       | Yang Tsung-hua  | 6:2, 6:3         |
| Zwycięzca     | 4. | 9 lutego 2014     | Adelaide  | Twarda       | Tatsuma Itō     | 6:3, 7:6(9)      |
| Zwycięzca     | 5. | 2 listopada 2014  | Traralgon | Twarda       | Jarmere Jenkins | 7:6(5), 6:1      |
| Zwycięzca     | 6. | 22 lipca 2018     | Gatineau  | Twarda       | Ugo Humbert     | 6:3, 7:6(5)      |
| Zwycięzca     | 7. | 18 listopada 2018 | Houston   | Twarda       | Roy Smith       | 7:6(4), 7:6(4)   |
| Zwycięzca     | 8. | 14 lipca 2019     | Winnetka  | Twarda       | Jason Kubler    | 6:2, 7:5         |